# Piper thomasii
Piper thomasii är en pepparväxtart som beskrevs av M.C. Tebbs. Piper thomasii ingår i släktet Piper och familjen pepparväxter. Inga underarter finns listade i Catalogue of Life.